# 三氟乙酸铊
三氟乙酸铊是一种有机酸盐，化学式为Tl(OCOCF3)3，它是可溶于水和有机溶剂的白色固体，可由三氧化二铊和三氟乙酸回流反应制得。
它可以活化烷烃或芳烃的C–H键，可用于有机合成。